# Dues barraques de Cala Pedrosa
Les dues barraques de Cala Pedrosa són una obra de Palafrugell (Baix Empordà) as la Cala Pedrosa protegida com a Bé Cultural d'Interès Local.

## Descripció
Són típiques construccions populars on la gent es reunia per a dinar els diumenges i altres celebracions diverses, a banda de servir per a refugi de pescadors. Es tracta de construccions senzilles, generalment amb coberta de volta de maó de pla. Aquestes barraques aprofiten el material constructiu que ofereix cala Pedrosa i així utilitzen els grans còdols arrodonits que es troben a la cala.